# Preßguts
Preßguts är en ort i kommunen Ilztal i distriktet Weiz i förbundslandet Steiermark i Österrike. Preßguts var tidigare en självständig kommun, men blev den 1 januari 2015 en del av Ilztal. I kommunen ingick även orten Schirnitz.